# Вяксби, Ханс
Ханс Вя́ксби (швед. Hans Växby, 17 ноября 1944, Несшё, Швеция — 30 марта 2025, Хельсинки, Финляндия) — шведский религиозный деятель, методистский епископ, глава Российской объединённой методистской церкви (РОМЦ) с 2005 по 2012 год.
В методистскую церковь Ханса Вяксби привела мать, которая до перехода в методизм посещала пятидесятническую общину. В 1967 году он окончил Скандинавскую богословскую семинарию в Гётеборге. В следующем году, после женитьбы, переехал в Финляндию, где служил в городах Пиетарсаари и Порвоо. В 1989 году Вяксби был избран епископом Скандинавии и Прибалтики. В 1990-е годы он помогал основывать и развивать методистские церкви не только в Латвии, Литве, Эстонии, но и в России. Вяксби совершал первые крещения в 1991 году в Екатеринбурге, а в 1992 году оказывал поддержку епископу Рюдигеру Минору в создании церковной структуры РОМЦ. В 2001 году он стал членом шведскоязычной Финляндской предварительной ежегодной конференции и начал служить епископом в Хельсинки.
В 2005 году Ханс Вяксби был избран главой РОМЦ, сменив Рюдигера Минора. До избрания он представил российским методистам своё видение церковных проблем, которые требовали решения. Среди них — зависимость российской церкви от западных стран и в связи с этим необходимость уплаты десятины, нехватка методистской литературы на русском языке, потребность в развитии богословского образования и организации детских лагерей. В интервью 2005 года Вяксби сообщил: «России необходима церковь, которая была бы в равной степени истинно российской и истинно методистской. Она должна знать свои корни в уэслианском богословии, но также и найти своё выражение в культуре». При Вяксби была разработана дорожная карта по переходу церквей на самообеспечение, повышение качества образования, на миссионерский рост и социальное служение до 2015 года. В конце 2012 года Ханса Вяксби на должности главы РОМЦ сменил Эдуард Хегай.
Умер 30 марта 2025 года в возрасте 80 лет в Хельсинки.